# Indicatif régional 914

Carte de l'État de New York (en bleu et rouge) avec les territoires de ses indicatifs régionaux. Le territoire de l'indicatif régional 914 est en rouge.

L'indicatif régional 914 est l'un des indicatifs téléphoniques régionaux de l'État de New York aux États-Unis.
Cet indicatif dessert le comté de Westchester.
La carte ci-contre indique en rouge le territoire couvert par l'indicatif 914.
L'indicatif régional 914 fait partie du Plan de numérotation nord-américain.